# 촌스럽게: 인 시크릿 아일랜드
촌스럽게: 인 시크릿 아일랜드는 KBS 2TV에서 방영된 프로그램이다.

## 기획의도
- 다양한 어린 시절 추억을 가진 해외 출신 글로벌 스타들의 가장 한국적인 추억여행을 그린 힐링 예능프로그램

## 출연진
- 박준형
- 김영철
- 뱀뱀
- 유정

## 제작진
- 연출 김영민
- 프로듀서/제작책임  조지훈